# Натроліт
Натроліт (рос. натролит; англ. natrolite; нім. Natrolith m) — мінерал класу силікатів, водний алюмосилікат каркасної будови з групи цеолітів. Синоніми — бергманіт, бревікіт, галактит, кондрикіт, крокаліт, мурабуліт, савіт, слоаніт, цеоліт голчастий, еделіт, ехеліт.

## Історія та етимологія
Натроліт вперше був знайдений поблизу Зінгена в землі Баден-Вюртемберг і описаний у 1803 році німецьким хіміком Мартіном Генріхом Клапротом. Назва від натро… й грец. літос — камінь.
Мінерал, описаний німецьким мінералогом Германом Траубе в 1887 році і названий лаубанітом, виявився за останніми аналізами Траубе і, зокрема, німецького мінералога Гуго Штрунца натролітом. Тому назва мінералу лаубаніт була скасована і присвоєна «натроліт».

## Опис
Хімічна формула: Na2[Al2Si3O10] •2H2O. Містить (%): Na2O — 16,3; Al2O3 — 26,8; SiO2 — 47,4; H2O — 9,5. Домішки: Fe2O3, K2O. Сингонія ромбічна. Ромбопірамідальний вид. Спайність ясна. Натроліт розчиняється в соляній кислоті з виділенням кремнезему.
Форми виділення: стовпчасті кристали, променисті агрегати, кристалічні кірочки, сфероліти та волокнисті маси. Густина 2,24. Твердість 6,0. Безбарвний, жовтуватий, червонуватий. Блиск скляний, у волокнистих мас шовковистий. Крихкий. Зустрічається в мигдалинах основних ефузивів з іншими цеолітами, а також як продукт розкладання нефеліну в лужних породах. Один з найпоширеніших цеолітів.
Асоціація: цеоліти, кальцит, нефелін, содаліт, кварц.
Натроліт в основному утворюється в результаті гідротермальної зміни гірських порід, що містять польовий шпат. Там натроліт зустрічається як основний або вторинний компонент основної маси або утворює ідіоморфні кристали в друзах і фісурах.
Розрізняють:
- натроліт голчастий (агрегати натроліту, які складаються з голчастих індивідів);
- натроліт залізистий (натроліт із родовища Бревік у Норвегії, який містить 7,49 % Fe2O3 i 2,40 % FeO);
- натроліт марганцевистий (різновид натроліту, який містить незначну кількість MnO).

Поширення: Німеччина, Франція, Англія, Ірландія, Норвегія, Росія, США, Канада.

## Інші значення
Зайва назва скаполіту. (W.H.Wollaston, 1824).

## Інтернет-ресурси
- Natrolite
- Natrolite Webmin
- Natrolite Mindat
- Natrolite Mineral Galleries